# Anapa
Anapa (rusky Ана́па) je město na pobřeží Černého moře u severozápadního konce Kavkazu v Krasnodarském kraji v Rusku. Jedná se o lázeňské město a v roce 2010 v něm žilo bezmála šedesát tisíc obyvatel.

## Poloha
Anapa leží na pobřeží Černého moře, jihovýchodně od Kerčského průlivu, jižně od Těmrjuku a severozápadně od Novorossijska, od obou zhruba padesát kilometrů daleko. Spadá do oblasti vlhkého subtropického podnebí.

## Historie
Pevnost Anapa, která střežila přístav a řeckou osadu, existovala již v době antiky. V roce 1475 byla pevnost dobyta Osmanskou říší. V 80. letech 18. století Osmané vybudovali moderní pevnost. Mezi roky 1787-1829 pevnost opakovaně přecházela do ruských a tureckých rukou. Na základě adrianopolské mírové smlouvy byla Anapa připojena k Ruské říši.

## Partnerská města
- Novyj Urengoj, Rusko